# Asklepios Klinik Schildautal Seesen
Die Asklepios Klinik Schildautal Seesen in Niedersachsen ist eine Einrichtung der gleichnamigen GmbH und sichert die medizinische Grundversorgung vor allem für die Bevölkerung im Westharz. Die Klinik steht auf dem Grundstück Karl-Herold-Straße 1, unweit der Landesstraße von Seesen nach Lautenthal und der Schildau.

## Profil
Im Jahr 1956 wurde die Asklepios Klinik Schildautal Seesen von der Landesversicherungsanstalt Braunschweig als Lungenheilstätte gegründet.  1974 bekam sie die Funktion eines Fachkrankenhauses für Neurologie, Thorax-, Herz- und Gefäßchirurgie sowie für Anästhesiologie und Intensivmedizin. Die Asklepios Kliniken wurden 1995 die neuen Träger und integrierten 2005 das Stadtkrankenhaus, das auf dem Grundstück Lautenthaler Straße 99 stand. 2009 kamen die Fachrichtungen Chirurgie und Innere Medizin hinzu.
Mit 334 Betten gehört die Klinik in Seesen zu den mittelgroßen deutschen Krankenhäusern. Jährlich werden über 7.300 Patienten stationär und mehr als 4.700 ambulant von rund 100 Ärzten und 340 Pflegekräften behandelt (Stand: Dezember 2024).
Die Klinik fungiert auch als Akutkrankenhaus für die Region Seesen. Außerdem ist die Asklepios Klinik Schildautal Seesen ein Akademisches Lehrkrankenhaus der Georg-August-Universität Göttingen.

## Abteilungen
Die Asklepios Klinik Schildautal Seesen umfasst die nachfolgend aufgeführten Bereiche (Stand: März 2025).
- Allgemein- und Unfallchirurgie
- Anästhesie und Intensivmedizin
- Gefäßchirurgie
- Geriatrie
- Innere Medizin und Kardiologie
- Neurochirurgie (mit Wirbelsäulenzentrum)
- Neurologie
- Neurologische Frührehabilition
- Zentrale Notaufnahme

## Medizinische Versorgungszentren
Am Standort befindet sich das Asklepios MVZ Seesen mit folgenden Fachrichtungen (Stand: März 2025).
- Gefäßchirurgie
- Laboratoriumsmedizin
- Neurochirurgie
- Neurologie
- Neuroradiologie
- Kardiologie
- Psychiatrie
- Radiologie